# Mezquita Sah
La Mezquita Sah (en persa: مسجد شاه‎), también conocida como la mezquita Soltāni (مسجد سلطانی) que significa "real", se denominaba anteriormente mezquita Imán (مسجد امام), hasta la Revolución Iraní de 1979, es una de las principales mezquitas en la sección norte del Gran Bazar de Teherán, Irán.

## Estructura
La mezquita es construyó por orden de Fath-Ali Shah Qajar de Persia durante el período Qajar, como uno varios símbolos de legitimidad de la dinastía nueva. Tras finalizar su construcción, la mezquita se consideró como el monumento arquitectónico más significativo en Teherán.
Durante el reinado de Naser al-Alboroto Shah Qajar, se añadieron a la estructura los dos minaretes actuales. La mezquita está coronada por una pequeña cúpula. La mezquita tiene también dos shabestanes.
Al patio se accede desde varias entradas del Gran Bazar, el corazón comercial de la capital. Hay algunas semejanzas arquitectónicas significativas entre la mezquita sah, la mezquita Vakil de Shiraz, y la Mezquita Real de Borujerd.

## Acontecimientos notables
El 11 de diciembre de 1905, el vāli de Teherán ordenó la flagelación pública de 17 prominentes mercaderes del bazar en el patio principal de la mezquita, culpándoles para el aumento en el precio de azúcar. La humillación pública de los mercaderes estuvo condenada por los trabajadores del bazar y, como medida de protesta, el Gran Bazar cerró sus puertas.  Un revés público dentro de una serie de acontecimientos que dieron lugar a la Revolución Constitucional persa.
El 7 de marzo de 1951, Haj Ali Razmara, primer ministro anticomunista de Irán, de camino a una misa en honor al Ayatolá Feyz en la mezquita Sah., fue asesinado de un disparo en el patio principal de la mezquita por Khalil Tahmasebi, a quien se describió como "fanático religioso" según The New York Times.  Según la Enciclopedia Británica, Tahmasebi era miembro del grupo activista chiita "Fedaʾeyān-e Eslām (traducido del persa: Autosacrificadores del Islam'), una organización religiosa extremista con lazos cercanos a la clase traducional de mercaderes y al clero."  En 1952, Tahmasebi fue liberado y condonado por el Parlamento Iraní durante el gobierno de Mosaddegh, y fue declarado un Soldado de Islam.  Siguiendo el golpe de Estado iraní de 1953, Tahmasebi fue arrestado de nuevo y ejecutado en 1955.

## Galería de imágenes

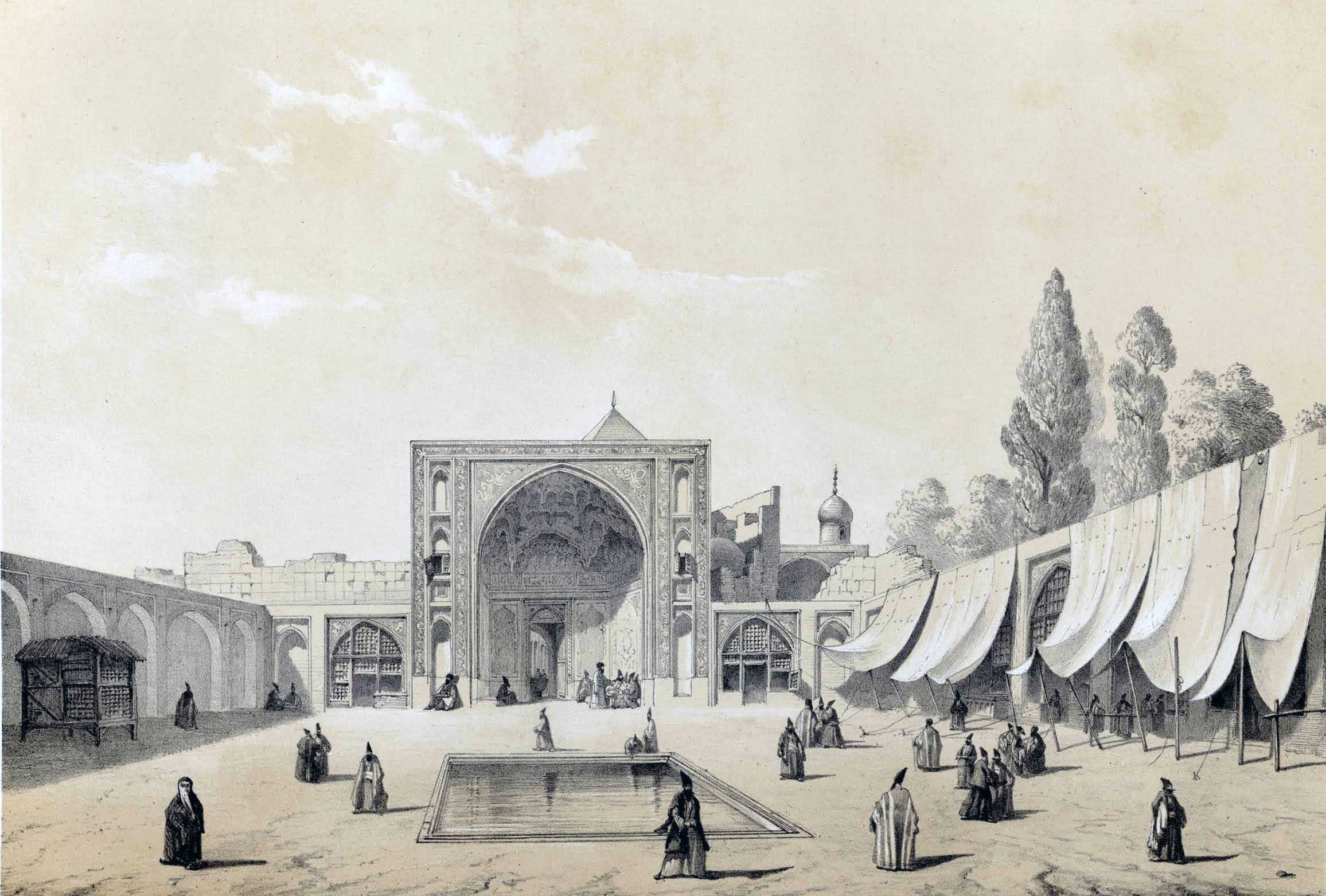
Imagen histórica de 1851.
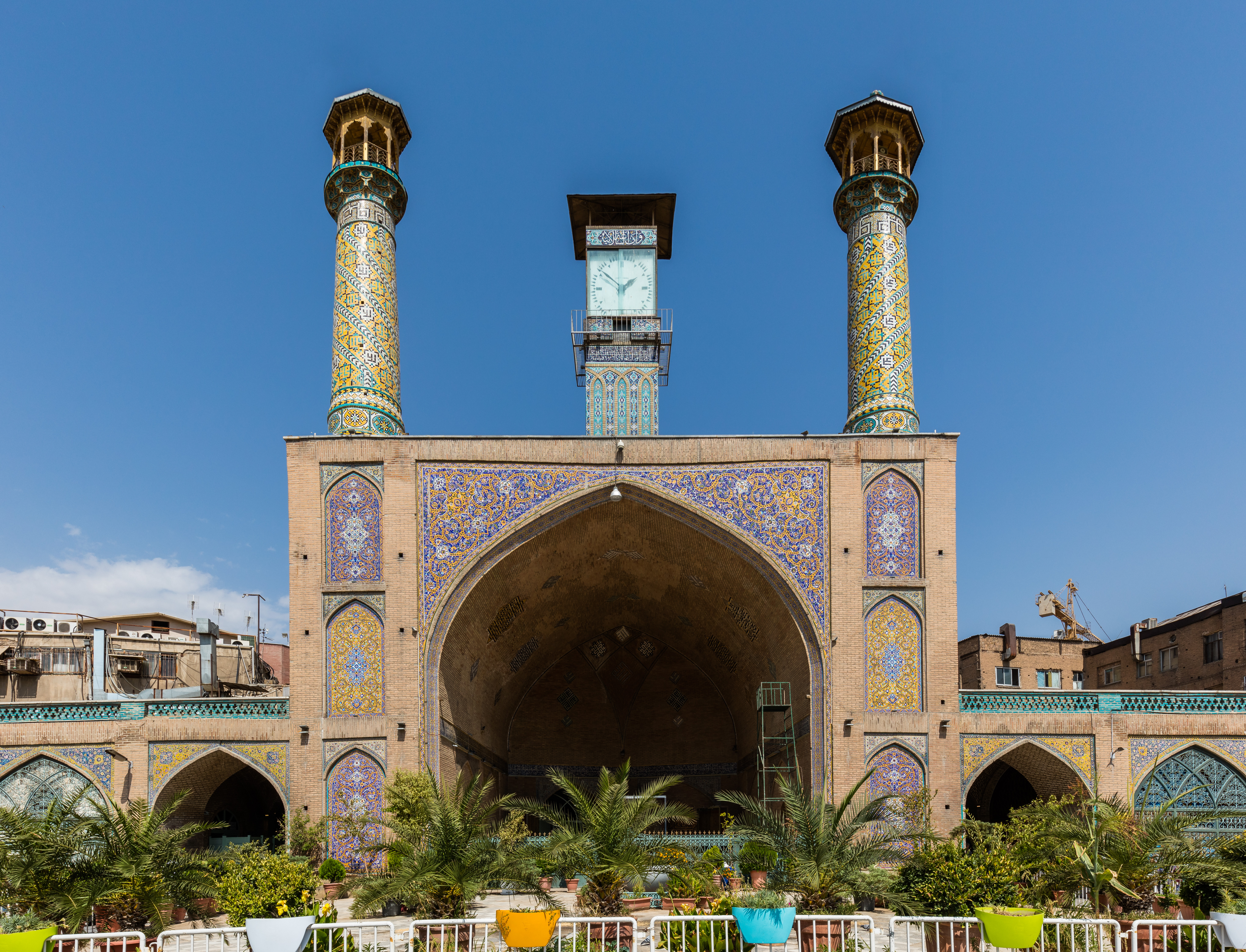
Detalle de la entrada.
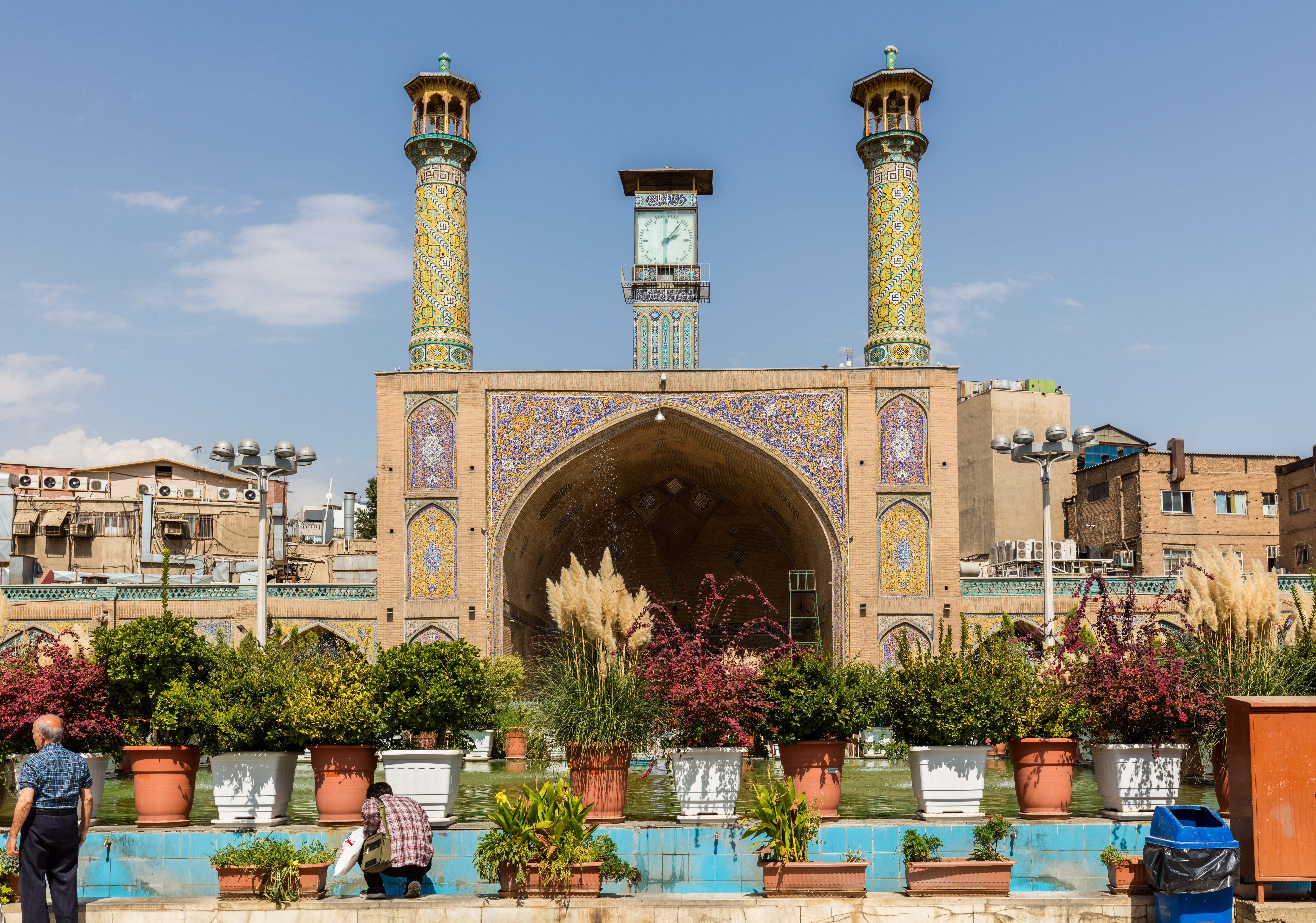
Vista frontal.
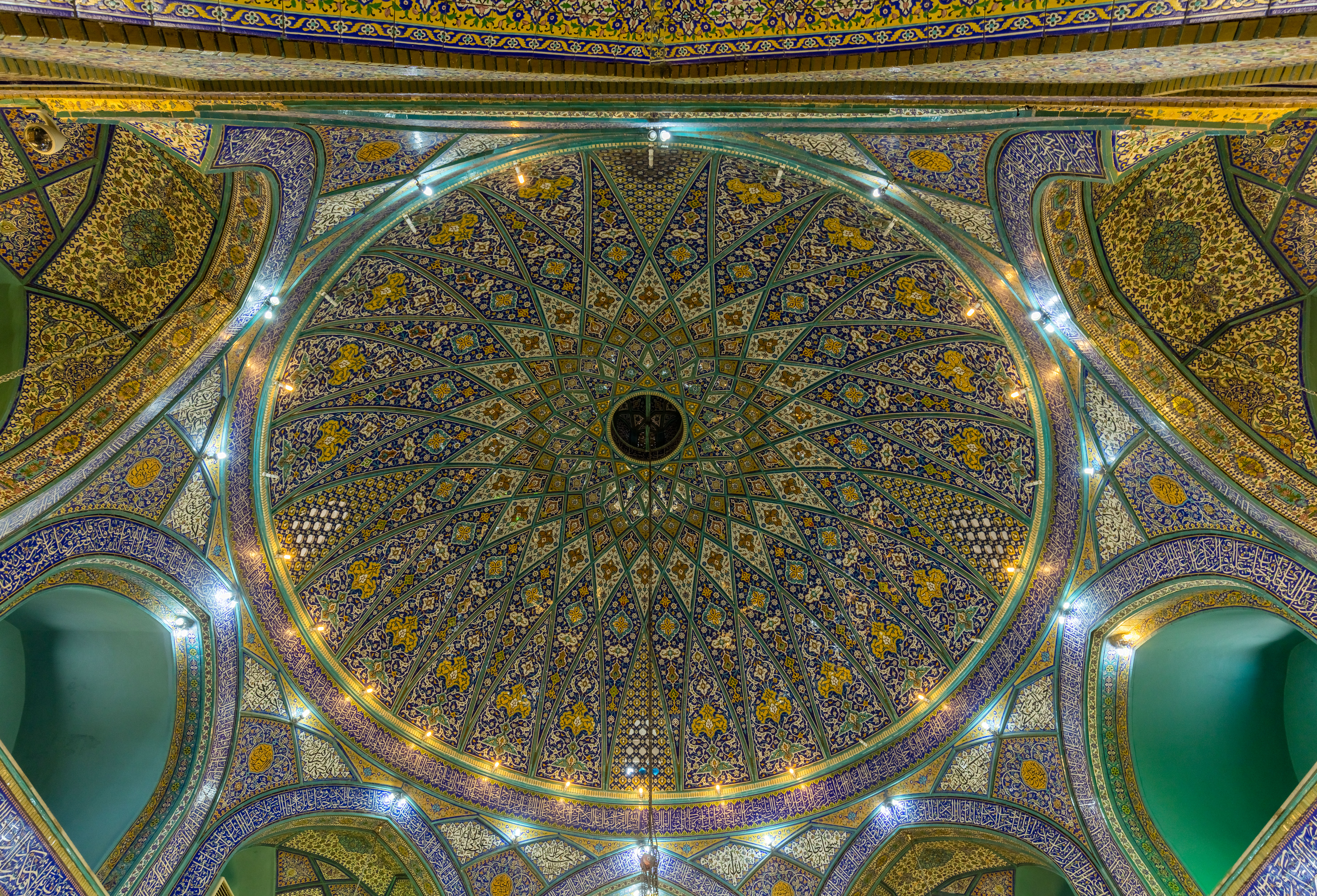
Interior de la cúpula.